# Municipio XV
Municipio XV is een stadsdeel met ongeveer 150.000 inwoners in het zuidwesten van de stad Rome.

## Onderverdeling
Marconi, Portuense, Pian due Torri, Trullo, Magliana, Corviale, Ponte Galeria